# Halîci, Halîci
Halîci (în ucraineană Галич; în română: Halici) este orașul raional de reședință al raionului Halîci din regiunea Ivano-Frankivsk, Ucraina. În afara localității principale, nu cuprinde și alte sate. Pe vremea Evului Mediu era capitala cnezatului Galiția.

## Demografie
Componența lingvistică a orașului Halîci
     Ucraineană (98,44%)
     Rusă (1,19%)
     Alte limbi (0,15%)
Conform recensământului din 2001, majoritatea populației orașului Halîci era vorbitoare de ucraineană (98,44%), existând în minoritate și vorbitori de rusă (1,19%).